# Sankt Leonhard im Pitztal
St. Leonhard im Pitztal je obec v Rakousku ve spolkové zemi Tyrolsko v okrese Imst.
Žije zde přibližně 1 400 obyvatel.

## Geografie

### Poloha
Obec leží ve vnitřním Pitztalu, v úzkém údolí řeky Pitze, kde jsou v délce asi 25 km roztroušeny osady a vesnice. Nejvyšším bodem je hora Wildspitze vysoká 3768 m. Ve vnější části obce se usedlosti a osady nacházejí na extrémních strmých svazích, ve střední části výlučně v údolní oblasti nebo na náplavových kuželech. Nadmořská výška obce je v rozmezí 1180 až 1740 m n. m.
Obec má rozlohu 223,5 km², z toho připadá 2,3 % na zemědělskou půdu, 28,5 % tvoří alpské louky,13 % lesy a55,3 % vysokohorské  (skalní) oblasti.

## Členění
Obec náleží do katastrálního území Pitzal a skládá se ze tří lokalit (v závorce je počet obyvatel k 1. 1. 2021):
- Plangeross (353)
- St. Leonhard im Pitztal (735)
- Zaunhof (400)

### Vesnice

#### Zaunhof (1291 m n. m.)
Nejseverněji položená část se rozkládá s několika osadami především na východním svahu středního Pitztalu.
Jedná se o osady Außerlehn, Boden, Burg, Egghof, Enzenstall, Grüble, Grün, Hairlach, Moosbrücke, Oberlehn, Obermühl, Pfurmühl, Rauchenbichl, Rehwald, Schußlehn, Wiese a Zaunhof.
Kvůli hospodářské krizi, stejně jako v celém Innerpitztalu, byli obyvatelé nuceni k sezónním pracím a někteří opustili domov nadobro, například odcházeli do Porýní nebo do Fehrbachu u Pirmasensu.
V roce 1775 byl v Zaunhofu postaven kostel, protože cesta ke Svatému Leonhardu byla v zimě nebezpečná kvůli lavinám.
Před první světovou válkou byl Zaunhof známý svými brusiči pil, dřevorubci a tesaři. Dnes je obec výchozím bodem pro pěší výlety a horské túry do okolí.

#### Sankt Leonhard (1366 m n. m.)
St. Leonhard (prostřední kostel) je centrální částí obce.
Osadami jsou Auhof, Bichl, Biedern, Eggenstall, Enger, Froschputzen, Gschwandt, Köfels, Neurur, Piösmes, Scheibe, Scheibrand, Schweighof, Stillebach, Trenkwald, Unterrain, Wald, Weixmannstall, Schrofen a Wiese.
V roce 1646 se St. Leonhard stal vikariátem a v roce 1891 samostatnou farností. Stejnojmenný farní kostel je zasvěcený opatu Linhartovi z Limoges ve střední Francii, který žil v 6. století. Je považován za oblíbeného světce, zejména v Rakousku, Bavorsku a Švábsku. Kostel byl vysvěcen v roce 1778, po přestavbě staršího kostela ze 17. století. Postavy svatého Petra a Jakuba na hlavním oltáři vytvořil kolem roku 1767 Josef Georg Witwer z Imstu.
Místní název Piösmes pochází od neznámého předřímského obyvatelstva. Arzlští sedláci měli v Neururu a Plangerossu již dlouho alpské pastviny, když kolem roku 1300 postavili mocní páni ze Starkenbergu v místech dnešních dvou vesnic dva panské statky (Schwaighöfe). V posledních desetiletích se Neurur vyvinul ze zemědělské osady v turistické středisko.

#### Plangeross (1612 m)
Místní jméno (starší zápis s ß) pochází z předgermánských dob, ale jeho původ a význam jsou nejasné.
Páni ze Starkenbergu postavili kolem roku 1300 v Plangerossu panský statek (Schwaighöfe). S rostoucím populačním tlakem byla několikrát rozdělena. K obživě obyvatelstva dočasně přispívala skromná těžba stříbrné rudy. První vzestup nastal v 19. století s rozvojem cestovního ruchu, který byl výrazně podpořen dokončením dálnice do Plangerossu v roce 1956 a výrazně ovlivnil vzhled obce.
Z Plangerossu je výstup západním směrem k chatě Kaunergrat. Severně od obce Plangeross (1594 m n. m.) na parkovišti začíná přístup k chatě Rüsselsheimer Hut z východního směru .

#### Mandarfen (1682 m n. m.)
Název Mandarfens je pravděpodobně odvozen od mons arboris, což znamená stromová hora, Zirbelbaumberg, a poprvé se objevil v listině z roku 1288. Ještě před druhou světovou válkou se z původních dvou statků stalo letní a zimní turistické středisko. Výstavbou lanovek na Rifflsee a na ledovec Pitztal se Mandarfen stal centrem horských sportů.

#### Mittelberg (1736 m n. m.)
Mittelberg leží na konci údolí na úpatí 3162 m vysokého Mittagskogelu a je poslední stálou osadou a zároveň konečnou stanicí autobusové linky. V porovnání se zbytkem údolí Innerpitztal má Mittelberg více slunečního svitu.
Mezi Mandarfenem a Mittelbergem, u hotelu Gletscherblick a hotelu Anger Alm, se potok Taschachbach z údolí Taschach spojuje s potokem Mittelbergerbach a vytváří Pitze (někdy je potok Mittelbergerbach zobrazován také jako Pitze). Část vody se zde uzavírá a přivádí do nádrže Gepatsch v údolí Kaunertal.

#### Rifflsee (2232 m n. m.)
Rifflsee je největší jezero v Ötztalských Alpách o rozloze asi 27 hektarů je typické morénové jezero. Z Mandarfenu se k němu dostanete šestisedačkovou lanovkou Rifflsee, která vede z výšky asi 1600 m n. m. do 2300 m n. m. Oblast Rifflsee slouží v zimě jako lyžařská oblast a v létě jako turistická oblast. Nejvyšším bodem lyžařské oblasti Rifflsee je 2800 m vysoký vrchol Grubenkopf.

### Sousední obce
Obec sousedí
| Kaunerberg | Jerzens | Umhausen   |
|            |         | Längenfeld |
| Kaunertal  | Sölden  |            |

## Historie
Obec St. Leonhard im Pitztal se skládá z mnoha vesnic, osad a roztroušených osad. Osady většinou pocházely z panských statkú ( Schweighöf) tehdejších majitelů šlechtických rodů Starkenbergerů, Hirschbergerů nebo kláštera Stams. Knížecí lovy vedly také k usazování jejich družin v Pitztalu, jak dokládá založení vesnice Neurur. Samotná vesnice St. Leonhard patřila od počátku záznamů ke dvoru Imst, ale je zmíněna až v listině z roku 1300 spolu s "Planchenroß" (Plangeross) a Niwenrur (Neurur). Ještě předtím se v listině z roku 1265 uvádí Schrofen a později v roce 1313 Piesins (Piösmes). V klášterní listině z roku 1485 je St. Leonhard uváděn jako Sand Leonharden im Putzental. Stejnou klášterní listinou získali obyvatelé Sankt Leonharda také vlastního kaplana, protože dříve se o ně staral pouze pomocný kněz z farnosti Imst v tehdy velmi odlehlých oblastech Pitztalu. Nejstarší křestní matrika kuracie ve St. Leonhardu pochází z roku 1646, kolem roku 1750 byla zřízena samostatná lokálie v Plangerossu a v roce 1773 obdržel Zaunhof beneficium.
V 19. století existovala ve Svatém Leonhardu čtyři bratrstva, včetně bratrstva Františka Xavera, založeného v roce 1744. V roce 1891 pak byla povýšena na samostatnou farnost sv. Leonharda.
V roce 1935 byla farnost přejmenována z Pitztal na St. Leonhard im Pitztal. Stejně jako v mnoha jiných tyrolských farnostech se i zde ve 20. století rozvinul cestovní ruch, který se stal významným ekonomickým faktorem.